# Tölgyfazuzmó
A tölgyfazuzmó (Evernia prunastri) a tömlősgombák törzsébe a Lecanorales rendbe Parmeliaceae családba tartozó faj.

## Előfordulása, élőhelye
Hűvös páradús erdőkben, lombos fák törzsén és ágain, esetleg cserjéken, de leginkább tölgyfákon élő zuzmó.

## Megjelenése, jellemzői
Felszíne felegyenesedő, bokros, puha szürkészöld, fonákja szennyesfehér elágazó, hasadozott. Lemezei 4-8 centiméter hosszúak.

## Hatóanyagai
Drogja (Lichen quercus) lichenol everniasav-metilészter tartalmú illóolajat, orcint és szénhidrátot tartalmaz.

## Gyógyhatásai
Teaként légzőszervi megbetegedések ellen használják.

## Egyéb felhasználása
Klorofillmentes kivonatát szappankészítéshez, illatanyagként, illatrögzítéshez használják.

## Gyűjtése
A zuzmótelepet a fákról eltávolítják (lekaparják).